# 전기 습윤 현상
전기 습윤 현상은 유체의 표면에 전기장을 가해 주면 표면장력이 변하는 현상이다.

## 역사
정지한 수은과 같은 유체의 전기 습윤 현상에 대해서는 노벨물리학상 수상자인 가브리엘 리프만박사가 1875년에 발표한 "Relation entre les phénomènes électriques et capillaires"에 나와 있다. 러시아의 과학자 알렉산더 프럼킨은 1936년 이 현상을 이용해 물방울의 모양을 변형하는 것을 시도하였다. “전기 습윤 현상”이라는 개념은 1981년 새 타입의 디스플레이를 개발하면서 생겨난 용어이다.

## 원리
리프만이 19세기에 발견한 방법은 기판과 유체 사이에 직접 전압을 흘리는 방법으로써, 물과 같은 분자의 경우 전기분해가 되어 버려 아주 작은 전압 사이에서만 현상을 관찰할 수 있었다. 전압차가 작으면 표면장력의 변화도 작았기 때문에, 리프만이 발견한 방법으로는 큰 연구성과를 얻지 못하였다.
그러나 1990년 프랑스의 브루노 버지 박사가 새로운 방법을 고안해내었다. 바로 기판과 유체 사이에 얇은 절연체를 끼워 넣는 것인데, 이렇게 하면 절연체가 전자의 이동을 방해하여 물이 전기분해 되는 것을 막을 수 있었다. 이 방법을 사용하면 전압을 20V정도까지 올려도 문제가 없었기에, 표면장력에 꽤 큰 변화를 줄 수 있었다.

## 전기습윤이론

유체, 절연체, 기판

전기 습윤 현상의 정의는 "고체와 전해액의 전위차로 인한 고체-전해액 접촉각의 변화"이다. 전기 습윤 현상은 전기장의 변화에서 온 힘으로 인해 발생한다고 할 수 있다.
전기 습윤식은 열역학적으로 가장 쉽게 유도될 수 있다. 전자기적으로도 식을 유도할 수는 있지만, 물 분자의 전하는 일정하지 않기 때문에 수학적으로 계산하기가 매우 어렵다. 열역학적 정의에 필요한 변수들은 다음과 같이 정의된다:
{\displaystyle \gamma _{ws}\,} - 전도체와 전해질 사이의 전기적, 화학적 총 표면장력
{\displaystyle \gamma _{ws}^{0}\,}  - 전기장이 0일 때 전도체와 전해질 사이의 표면장력
{\displaystyle \gamma _{s}\,} - 전도체와 외부 환경 사이의 표면장력
{\displaystyle \gamma _{w}\,} -  전해질과 외부 환경 사이의 표면장력
{\displaystyle \theta }  - 유전체와 전해질 사이의 접촉각
{\displaystyle C} - 표면의 전기용량, єrє0/t, 유전체의 두께가 t이고 유전율이 єr일 때
{\displaystyle V} - 유효전압
화학과 전자기적 요소를 고려한 표면장력으로는:
{\displaystyle \gamma _{ws}=\gamma _{ws}^{0}-{\frac {CV^{2}}{2}}\,}

## 역 전기 습윤 현상
역 전기 습윤 현상은 운동을 전기로 변환시켜 전기를 수확하는 기술을 말한다

## 적용 물질
아직 이유는 밝혀지지 않았지만, 전기 습윤 현상은 특정한 재질의 표면에서만 이루어지는 것으로 알려져 있다. 비정질 불소 중합체가 최적의 물질로 여겨진다.

## 활용
전기 습윤 현상은 두께 조절 렌즈부터 디스플레이 제작 (전자종이), 광섬유 스위치 제작 등 다양한 용도로 활용되고 있다.

## 국제 회의
전기 습윤 현상에 관한 국제 회의가 매 2년마다 열린다.  다음 회의는 미국의 신시나티 중에서 열린다고 한다: https://web.archive.org/web/20140201172817/http://secs.ceas.uc.edu/electrowetting2014/
역대 개최지로는: 벨기에 몽스 (1999), 네덜란드 에인트호번 (2000), 프랑스 그르노블 (2002), 독일블라우보이렌 (2004), 미국 로체스터 (2006), 로스엔젤레스 (2008), 한국 포항 (2010)과 그리스 아테네 (2012)가 있다.

## 같이 보기
- 연성물질
- 젖음